# Выборы в Верховный Совет Приднестровской Молдавской Республики (2020)
Выборы в Верховный Совет Приднестровской Молдавской Республики VII созыва прошли в Приднестровской Молдавской Республики в Единый день голосования 29 ноября 2020 года, одновременно с местными выборами. Выборы прошли по мажоритарной избирательной системе в 33 округах (в 2015 году их было 43). Срок полномочий Верховного совета составляет 5 лет. По итогам выборов в парламент не прошел ни один кандидат, не связанный с холдингом «Шериф», что сосредоточило всю власть в непризнанной республике в руках одной финансово-промышленной группы. В 23 из 33 округах кандидаты баллотировались без альтернативы, явка избирателей оказалась рекордно низкой и составила 27,7%.

## Результаты
|                              |                                         |         |        |               |      |
| Партия                       | Партия                                  | Голосов | %      | Мест получено | +/-  |
|                              | Республиканская партия «Обновление»     |         |        | 29            | ▼ 6  |
|                              | Приднестровская коммунистическая партия |         |        | 0             | ▼ 1  |
|                              | Независимые кандидаты                   |         |        | 4             | ▼ 3  |
| Против всех                  | Против всех                             | 23 493  | 20,60  |               |      |
| Всего                        | Всего                                   | 115 205 | 100,00 | 33            | ▼ 10 |
| Явка избирателей             | Явка избирателей                        | 410 592 | 28,06  |               |      |
| Источник:Intellinews, CIKPMR |                                         |         |        |               |      |